# Golice (województwo łódzkie)
Golice – wieś w Polsce położona w województwie łódzkim, w powiecie poddębickim, w gminie Poddębice. Wieś położona jest w odległości 5 km na północ od Poddębic.

## Historia
Wieś pojawia się w dokumentach po raz pierwszy w 1391 r. jako własność Bogusława i Bolesty, prawdopodobnie z rodu Jastrzębców lub łęczyckich Sulimczyków. Przez cały czas pozostawała w rękach prywatnych rodziny Golickich, choć w 2 połowie XVI w. miał tu swój dział Mikołaj Bratkowski. Zachował się XIX-wieczny murowany dwór, stojący w dużym parku. Ponadto jest tu relikt siedziby obronnej w postaci wyniosłego, stromego kopca o średnicy ok. 25 m i wysokości ok. 4 m położony ok. 300 m na południe od dworu. Obiekt ten powstał z inicjatywy prywatnych fundatorów w XIII-XIV w. Badania przeprowadzone w 1985 r. pod kierunkiem Leszka Kajzera z Łodzi wykazały, że ta siedziba na kopcu użytkowana była co najmniej dwa razy i ostatecznie zniszczona została pod koniec XIII lub na początku XIV w. 
W latach 1975–1998 miejscowość administracyjnie należała do województwa sieradzkiego. 